# Meltdown - La catastrofe
Meltdown - La catastrofe (鼠膽龍威, Meltdown - High Risk) è un film del 1995 diretto da Jing Wong e Corey Yuen.
Il film è una parodia dichiarata dello statunitense Trappola di cristallo (Die Hard, 1988) di John McTiernan, ma ironizza anche sui divi del cinema marziale.
Il personaggio di Frankie Lane, infatti, è ispirato a Jackie Chan, ed è interpretato da Jacky Cheung, famoso attore e cantante cinese il quale assomiglia moltissimo a Chan (tanto da scegliersi un nome d'arte simile). Durante il film, quando alle cameriere viene detto che incontreranno Frankie Lane, il direttore afferma però di preferire Sammo Hung, un altro famoso divo d'azione cinese amico di Chan.
Ma a sua volta il personaggio di Frankie Lane si rifà anche a Bruce Lee, vestendo la famosa tuta gialla di L'ultimo combattimento di Chen, o impersonando il famoso combattimento con il nunchaku di Dalla Cina con furore.
Ma il film, oltre a parodie e citazioni, è comunque un film d'azione, e non mancano scene d'azione mozzafiato in pieno stile di Hong Kong, coreografate da Tak Yuen, dirette da Corey Yuen ed interpretate dal famoso attore marziale Jet Li.
Questo è il secondo lavoro in cui Jet Li e Corey Yuen collaborano alle scene marziali (il primo è stato Zhong Nan Hai bao biao, dell'anno prima).
Il film esce in Italia nel 2002, esclusivamente nel circuito dell'home video.
Nel 1998 esce Meltdown 2 (Bi xie lan tia): la versione internazionale del titolo (Another Meltdown negli USA) fa pensare ad un seguito, mentre il film non ha alcun rapporto con il presente titolo.

## Trama
Il Dottore è un pericoloso ladro e terrorista che, con la sua banda spietata, miete vittime per tutta Hong Kong. Una mostra di preziosissimi diamanti è l'occasione per il Dottore di fare il colpo del secolo.
Ma la mostra è anche un'occasione mondana a cui sono invitati nomi importanti della musica e della cinematografia cinese. Uno fra tutti: Frankie Lane, divo del momento del cinema di arti marziali.
Frankie ha sempre al suo fianco Kit Li, la sua guardia del corpo, il quale due anni prima ha perso la moglie in un colpo del Dottore. Sarà proprio Kit, con l'aiuto involontario di Frankie Lane, ad affrontare la pericolosa banda di terroristi.